# Petrus Peregrinus de Maricourt
Petrus Peregrinus de Maricourt (französisch Pierre Pèlerin de Maricourt ‚Peter der Pilger von Maricourt‘) war ein französischer Gelehrter des 13. Jahrhunderts. Er experimentierte mit Magneten und beschrieb 1269 in seiner Abhandlung Epistola de magnete als erster ihre Polarität.

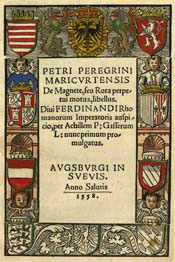
De Magnete (Titelblatt der 1558 erschienenen Ausgabe von Achilles Gasser)

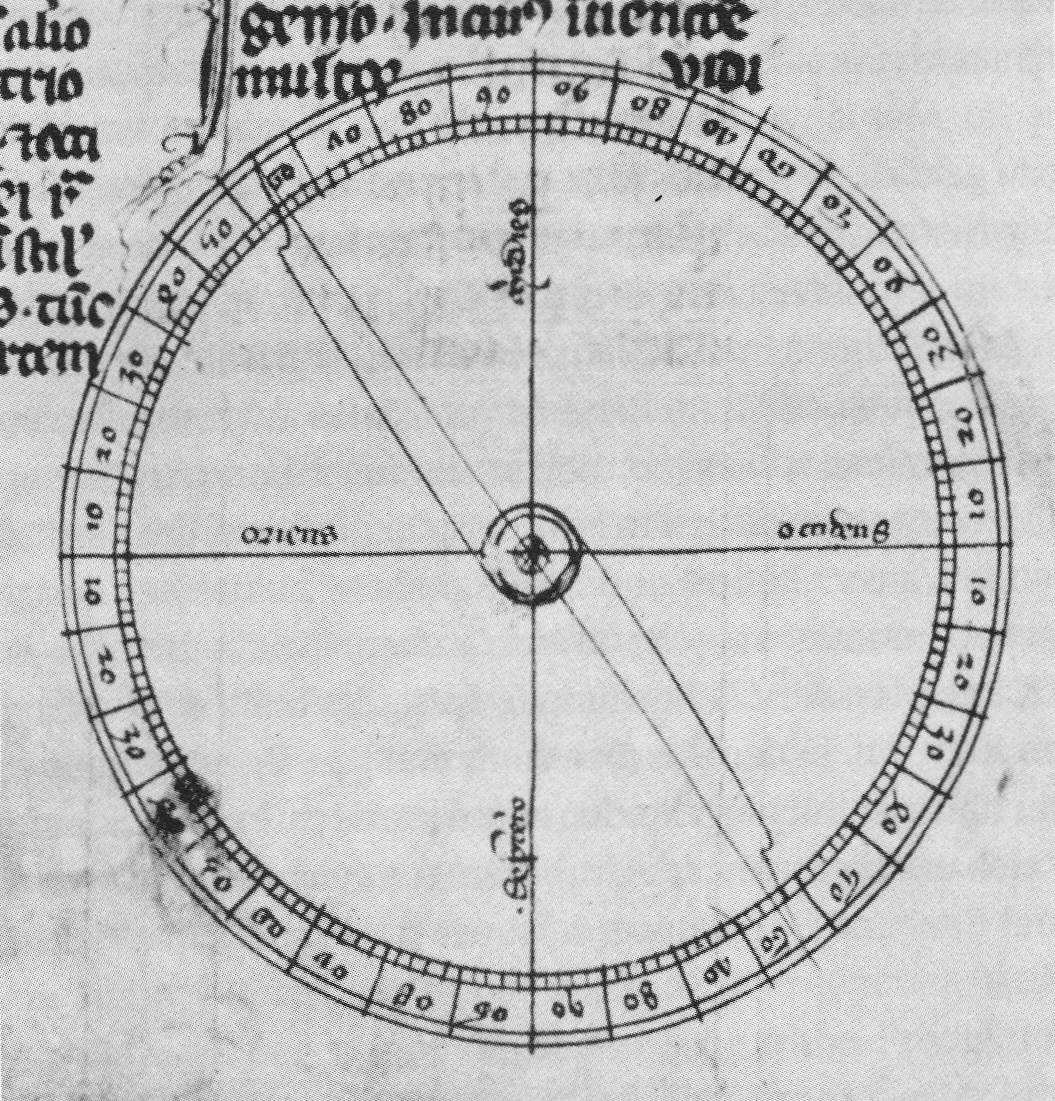
Kompass mit frei drehbarer Magnetnadel (Zeichnung um 1350 in einer Abschrift der Epistola de magnete)

## Werk
Die mit längerem Titel auch Epistola Petri Peregrini de Maricourt ad Sygerum de Foucaucourt, militem, de magnete („Brief des Peter Peregrinus von Maricourt an Sygerus von Foucaucourt, Soldat, über den Magnet“) genannte Abhandlung enthielt als erstes Werk überhaupt eine detaillierte Untersuchung schwingender Kompassnadeln, die eine fundamentale Komponente des Trockenkompasses darstellen und kurze Zeit später in der mittelalterlichen Seefahrt auftauchen sollten (um 1300). Es wird davon ausgegangen, dass die Epistola auf magnetische Experimente zurückgeht, die Peter bereits zwei Jahrzehnte zuvor durchgeführt hatte. Dies lässt sich aus Bemerkungen in mehreren Werken von Peters Schüler Roger Bacon schließen, die in der Zwischenzeit erschienen waren.
Allerdings beschrieb Pierre de Maricourt noch nicht den Gebrauch einer schwingenden Magnetnadel in Verbindung mit einer Windrose, weshalb die Erfindung des Trockenkompasses häufig der italienischen Seestadt Amalfi zugeschrieben wird, wo der mittelalterlichen Tradition zufolge die einzelnen Bestandteile des Trockenkompasses zum ersten Mal um 1300 zu einem Ganzen zusammengefügt wurden, nämlich zu einer frei drehbaren Nadel in einem Glaskästchen, das mit einer Windrose versehen ist. Eine nasse Ausführung des Kompasses mit schwimmender Magnetnadel wird in Europa bereits Ende des 12. Jahrhunderts erwähnt und war in China schon früher in Gebrauch (siehe Geschichte des Magnetkompasses).
Der Peregrinus Peak in der Antarktis ist nach ihm benannt.

## Ausgaben
- Loris Sturlese, Ron B. Thomson (Hrsg.): Petrus Peregrinus de Maricourt: Opera. Epistula de Magnete. Nova compositio astrolabii particularis. Scuola Normale Superiore, Pisa 1995, ISBN 88-7642-049-5 (kritische Edition).